# Robert Rauziński
Robert Rauziński (ur. 18 listopada 1932 w Warszawie) – polski ekonomista, specjalizujący się w demografii, polityce społecznej i socjologii pracy; nauczyciel akademicki związany z uczelniami w Opolu.

## Życiorys
Urodził się w 1932 w Warszawie, gdzie ukończył kolejno szkołę podstawową i średnią. Po pomyślnie zdanym egzaminie maturalnym podjął studia ekonomiczne w Szkole Głównej Planowania i Statystyki w Warszawie, które ukończył w 1957 dyplomem magistra. Bezpośrednio po ukończeniu studiów związał się z Opolem, gdzie podjął pracę w Wojewódzkiej Komisji Planowania Gospodarczego. W 1961 zatrudnił się w Instytucie Śląskim, a w 1970 również w Wyższej Szkole Inżynieryjnej (od 1996 pod nazwą Politechniki Opolskiej). W 1974 na swojej macierzystej uczelni uzyskał stopień naukowy doktora nauk ekonomicznych, a dwa lata później stopień naukowy doktora habilitowanego, który nadano mu na Akademii Ekonomicznej we Wrocławiu. Poza tym zaangażował się w budowanie kierunków ekonomicznych w miejscowej Wyższej Szkole Pedagogicznej (od 1994 Uniwersytet Opolski), gdzie był zatrudniony w Zakładzie Demografii i Socjologii. W 1983 został zatrudniony na stanowisko profesora nadzwyczajnego, a w 1993 profesora zwyczajnego w WSI w Opolu. Po utworzeniu Wydziale Zarządzania i Inżynierii Produkcji PO w 1999 został jego prodziekanem do spraw nauki. Funkcję tę sprawował do 2005.
Przez wiele lat pełnił kierownicze funkcje powierzonych mu zakładach i katedrach opolskich uczelni wyższych. Obecnie pracuje jako profesor zwyczajny w Katedrze Rynku Pracy i Kapitału Ludzkiego na Wydziale Ekonomii i Zarządzania PO oraz Katedrze Teorii Ekonomii Wydziału Zamiejscowego w Tarnowskich Górach i Katedrze Polityki Społecznej na Wydziale Politologii, Socjologii i Administracji Wyższej Szkoły Zarządzania i Administracji w Opolu.
Poza działalnością na uczelniach zasiadał w latach 1980-1985 w Radzie Głównej Nauki i Szkolnictwa Wyższego. W Polskiej Akademii Nauk był członkiem Komitetów: Badań nad Migracjami, Nauk o Pracy i Polityce Społecznej i Nauk Demograficznych. Był także członkiem Rządowej Rady Ludnościowej i ekspertem Komisji do spraw Mniejszości Narodowych Sejmu RP.

## Dorobek naukowy
Jego dotychczasowy dorobek naukowy obejmuje blisko 400 publikacji, w tym 30 książek autorskich i współautorskich oraz 11 prac zwartych redagowanych, liczne artykuły i komunikaty, skrypty i materiały pomocnicze dla studentów z zakresu: demografii, polityki społecznej, socjologii pracy, problemów zatrudnienia i bezrobocia, planowania regionalnego. Do ważniejszych z jego publikacji należą:
- Regionalna polityka edukacyjna, Opole 2008, współredaktor.
- Śląska ludność rodzima w strukturze demograficznej i społecznej Śląska Opolskiego wczoraj i dziś, Opole 2008, współredaktor.
- Polityka społeczna na Śląsku wobec kryzysu - ujęcie regionalne, Opole 2009, współredaktor.
- Ludność Śląska 1946-2002-2020, Przemiany struktury demograficznej i społecznej ludności Śląska 1946-2002-2030, Opole 2007, współredaktor.

W swoich pracach zawsze porusza aktualne problemy społeczne, zajmuje się głównie wpływem czynnika ludzkiego na rozwój społeczno-gospodarczy, zasobami siły roboczej, migracjami, kształceniem i poziomem wykształcenia mieszkańców regionu opolskiego. Znaczną część jego rozważań stanowią elementy prognostyczne.

## Odznaczenia i nagrody[1]
- Honorowy Obywatel Województwa Opolskiego (2003)
- Krzyż Oficerski Orderu Odrodzenia Polski
- Złoty Krzyż Zasługi
- Medal Komisji Edukacji Narodowej
- Złota Odznaka PTE
- Nagroda im. Karola Miarki (2011)[5]